# 第93師団 (日本軍)
第93師団（だいきゅうじゅうさんしだん）は、大日本帝国陸軍の師団の一つ。

## 沿革
1944年（昭和19年）7月、留守第52師団を基幹に陸軍歩兵学校、陸軍野戦砲兵学校、陸軍工兵学校の教導連隊の人員・馬匹を加えて編成され、第36軍に編入。

第93師団は本土決戦（陸軍省コードネーム決号作戦、米軍コードネームコロネット作戦）において関東地方に配置することが予定され、師団主力を静岡県駿東郡御殿場町（現・御殿場市）に、歩兵第203連隊を千葉県北部に、歩兵第204連隊を長野県松本市に配置した。

その後、連合国軍の九十九里浜上陸に備えるため千葉県北部に移動。1945年8月15日、第42代内閣総理大臣鈴木貫太郎がポツダム宣言を受諾したことにより、連合国軍と戦火を交えることなく終戦、任務を完遂した。

## 師団概要

### 歴代師団長
- 末藤知文 中将：1944年（昭和19年）7月8日 - 1945年3月1日[1]
- 山本三男 中将：1945年（昭和20年）3月1日 - 終戦[2]

### 参謀長
- 高石正 大佐：1944年（昭和19年）7月8日 - 1944年12月30日[3]
- 中村五郎 大佐：1944年（昭和19年）12月30日 - 終戦[4]

### 最終司令部構成
- 参謀長：中村五郎大佐
  - 参謀：篠田正治少佐
  - 参謀：井内春二少佐
- 高級副官：長谷川良成中佐
- 兵器部長：二宮毅大佐
- 経理部長：村田寿主計中佐
- 軍医部長：坂崎善雄軍医中佐
- 獣医部長：和田滋雄獣医中佐

### 最終所属部隊
- 歩兵第202連隊（富山）：河合慎助大佐
- 歩兵第203連隊（金沢）：藤原忠次大佐
- 歩兵第204連隊（富山）：俵健次郎大佐
- 騎兵第93連隊：安高音吉大佐
- 山砲兵第93連隊：山口嘉良大佐
- 工兵第93連隊：原亀治中佐
- 輜重兵第93連隊：白岩浩治少佐
- 第93師団速射砲隊：神谷秀雄少佐
- 第93師団通信隊：山下宗八少佐
- 第93師団兵器勤務隊
- 第93師団衛生隊
- 第93師団第1野戦病院
- 第93師団第4野戦病院
- 第93師団制毒隊
- 第93師団病馬廠